# Birte Christoffersen
Birte Christoffersen, in seguito Hanson e in seguito Ekberg (Copenaghen, 28 marzo 1924), è un'ex tuffatrice danese naturalizzata svedese.
Dal decesso di Ágnes Keleti, avvenuto nel gennaio 2025, è la più anziana ex-atleta di sesso femminile vincitrice di medaglia olimpica.

## Palmarès

### Olimpiadi
- Bronzo a Londra 1948 nella piattaforma 10 metri.[2]

### Europei
- Argento a Torino 1954 nella piattaforma 10 metri.[3]
- Argento a Torino 1954 nel trampolino 3 metri.[3]
- Bronzo a Vienna 1950 nella piattaforma 10 metri.[2]
- Bronzo a Vienna 1950 nel trampolino 3 metri.[2]
- Bronzo a Budapest 1958 nella piattaforma 10 metri.[3]